# 53311 듀칼리온

53311 듀칼리온의 공전 궤도

53311 듀칼리온 /djuː'keɪliən/ (임시 명칭 1999 HU11)은 카이퍼대의 해왕성 바깥 천체로, 지름이 약 130~210 킬로미터이며 태양계 외곽에서 공전을 하고 있다. 차가운 천체에 속하며 1999년 4월 18일 미국 애리조나주 키트 피크 국립 천문대의 탐사 에서 발견되었다. 그리스 신화의 데우칼리온의 이름을 따서 명명되었다.

## 궤도 및 분류
듀칼리온은 295년 10개월(108,044일, 긴반지름 44.4AU)마다 태양을 41.4~47.4AU 거리에서 공전한다. 궤도 이심률은  0.07 이고 황도에 대한 경사각은 0°이다. 이 천체의 관측 호는 1999년 4월 공식 발견 관측보다 6일 전에 시작되었다.
듀칼리온은 고전적 카이퍼대 천체로, 공명 명왕성족과 투티노 사이에 위치해있고 낮은 궤도 이심률을 가지고 있다. 매우 작은 경사각(0.3°)으로 4–7°보다 상당히 작기 때문에 이 물체는 뜨거운 쪽 보다는 차가운 쪽에 속한다.

## 이름
이 소행성은 그리스 신화에 나오는 프로메테우스의 아들인 데우칼리온의 이름을 따 명명되었다. 그와 그의 아내 피라는 제우스가 모든 인간에게 가져온 대홍수 ("데우칼리온의 홍수")에서 살아남은 유일한 존재였다. 공식적인 인용문은 2003년 6월 14일 소행성 센터 에서 발행되었다.

## 물리적 특성
존스턴의 기록 보관소는 반사율 0.09를 가정하여 지름을 212km로 추정하는 반면, 미국의 천문학자 마이클 E. 브라운은 반사율 0.20을 추정하고 절대등급 6.6을 사용하여 지름을 131km로 계산했다.
천체의 색상, 회전 주기, 극 및 모양은 여전히 알려지지 않았다.
1. ↑  “IAU Minor Planet Center”. 2024년 7월 24일에 확인함.
2. ↑  “List of known trans-Neptunian objects”. 2024년 7월 24일에 확인함.
3. ↑  “MPC/MPO/MPS Archive”. 2024년 7월 24일에 확인함.
4. ↑  “Small-Body Database Lookup”. 2024년 7월 24일에 확인함.
5. ↑  “MinorPlanet.info: One Asteroid Info”. 2024년 7월 24일에 확인함.